# Секст Помпей (консул 14 г.)
Вижте пояснителната страница за други личности с името Секст Помпей.
Секст Помпей (на латински: Sextus Pompeius) e римски политик и сенатор през ранния 1 век.

## Биография
Помпей е син на Секст Помпей (консул 35 пр.н.е.). Когато е управител на Македония през 8 г. той дава придружители на Овидий до мястото му на изгнание Томи.
През 14 г. Помпей става консул заедно със Секст Апулей. Те ръководят влизането във владетество на Тиберий. От 27 до 30 г. Помпей е проконсул на провинция Азия.
Помпей има литературен кръг, в който са Овидий и Валерий Максим. Той е приятел на Германик.